# 적우
적우(赤羽, Red Sun)는 대한민국의 가수이다.

## 생애
2004년 국내 최초의 라운지 음악을 표방한 1집 앨범 'Chocolate'으로 공식 데뷔하였고, 이어 2007년 2집 앨범 '황진이'를, 2008년에는 3집 앨범 'Spero Spera (숨쉬는 한 희망은 있다)'를 발표하였다.
지속적인 앨범 발매와 함께 드라마 <황금사과>, <문희>, <내 인생의 황금기>, <게임의 여왕>, <스타의 연인>, <서울 1945>, <사랑이 오네요>, <당신은 너무합니다> 등에서 사용된 다수의 드라마 OST에도 참여하였다.
2010년 예술의전당에서 단독콘서트 <적우, The Greatest>를 개최하며 꾸준히 활동을 해오던 중, 2011년 11월 20일 MBC '우리들의 일밤-나는 가수다'(이하 나가수)에 출연 하며 큰 화제를 모았고, 2012년 2월 12일 나가수 종영 때까지 개성있는 허스키 보이스로 대중들의 주목을 받으며 가수로서의 인지도를 크게 높였다.
나가수 종영 이후에도 7080 리메이크 앨범인 '잃어버린 전설 2 (2013)', 밴드를 결성하여 시도한 본격적인 락 앨범인 'Rock N Love (2013)', 트래시 메탈을 표방한 '주문 (2014)', 보다 대중성을 지향한 '하이힐 (2015)' 등 지속적인 앨범 발매를 통하여 대중가요에서부터 락, 메탈장르에 이르기까지 다양한 음악적 시도를 보여주고 있으며, 2014년 6월 28일 이후 KBS2 '불후의 명곡'에 여러차례 출연하는 등 활발한 가수 활동을 계속해 오고 있다.
대표곡으로는 《하루만》, 《블루의 향기》, 《꿈꾸는 카사비앙카》, 《기다리겠소》, 《개여울》, 《파도를 훔친 바다》, 《사랑아》 등이 있다.

## 음악적 평가
허스키한 중성의 목소리로 뿜어내는 그의 독특한 창법은 가요 관계자들 사이에선 오래전부터 유명하다.
특히 처음엔 저음으로 깔다가 점점 고조되면서 치고 올라가는 샤우트가 으뜸이며, 음악 전문가들은 그의 음색에 어쿠스틱 감성이 담겨 있다고 평가하고 있다.
그래서인지 그의 노래를 좋아하는 마니아 가운데는 유독 50대 이상 통기타 세대가 많다고 한다..

## 음반 목록

### 정규 음반
- Chocolate (2004)
- 황진이 (2007)
- Spero Spera (2008)
- 하이힐 (2015)

### 컴필레이션/EP 음반
- 잃어버린 전설 (2006)
- The Greatest Part 1 (Single) (2011)
- The Greatest Best Album (2011)
- 귀환 (歸還) (2012)
- 잃어버린 전설 Vol. 2 (2013)
- Rock N Love (2013)
- 내사랑 (2013)
- 마더 (2013)
- 주문 (2014)
- 리미티드에디션 (2015)
- Hot Face (2016)
- JUST BLUES 2020 적우
- 잃어버린 전설 LP음반

### 참여 음반
- Christmas Carol - White Christmas (김범수 적우 성시경 박효신 신화 이은미 박상민 전인권 등, 2004)
- A.C.T Project with 적우 (윤승호밴드, 2010)

### O.S.T
- KBS 주말드라마 '서울1945' - 《임진강》 (2006)
- KBS 수목드라마 '황금사과' - 《꿈꾸는 카사비앙카》 (2006)
- MBC 주말드라마 '문희' - 《바람의 탱고》 (2007)
- SBS 주말드라마 '게임의 여왕' - 《널원해》 (2007)
- KBS 월화드라마 '못된사랑' - 《천상의 왈츠》 (2008)
- SBS 수목드라마 '스타의 연인' - 《그대자린 여긴데》 (2009)
- MBC 주말드라마 '내인생의 황금기' - 《비밀》 (2009)
- SBS 일일드라마 '사랑이 오네요' - 《사랑이 오네요》 (2016)
- MBC 주말드라마 '당신은 너무 합니다' - 《슬픈 사랑》 (2017)
- MBC 일일드라마 '역류' - 《I cry》 (2018)
- SBS 일일드라마 '불새 2020' - 《시선》(2020~2021)

## 방송 활동
- 2004년 MBC 수요예술무대
- 2006년 김동률의 포유
- 2007년 윤도현의 러브레터
- 2009년 음악 여행 라라라
- 2010년 콘서트 7080, 김정은의 초콜릿
- 2011년 우리들의 일밤 - 나는 가수다
- 2012년 세바퀴, 기분좋은날, 열린음악회
- 2013년 열린음악회, 영상앨범 산
- 2014년 불후의 명곡 - 전설을 노래하다
- 2014년 MBC 음악여행 예스터데이
- 2015년 불후의 명곡 - 전설을 노래하다, 콘서트 7080
- 2016년 콘서트 7080
- 2016년 SBS 아침드라마 - 사랑이 오네요(박리나 역)
- 2017년 미스터리 음악쇼 복면가왕 - 보컬 전쟁의 여신 아테나 (준우승)
- 2017년 콘서트 7080
- 2017년 UBS 뒤란
- 2017년 MBN 속풀이쇼 동치미
- 2018년 KBS 콘서트 7080
- 2018년 KBS 열린음악회
- 2018년 KBS 가요무대
- 2019년 KBS 열린음악회
- 2019년 KBS 가요무대
- 2022년 미스터리 음악쇼 복면가왕 - 불가사리 (해당회차 우승)

## 주요 콘서트 및 공연
- 2009년 적우 단독콘서트 《하루만》
- 2010년 적우 단독콘서트 《The Greatest》[11]
- 2012년 '나는 가수다' 서울콘서트[12]
- 2013년 적우 단독콘서트 《2色의 적우 - Rock and Love》[7]
- 2013년 뮤지컬 《왕의나라》 노국공주 역[13]
- 2014년 적우 단독콘서트 《앨범 속으로》
- 2015년 적우 단독콘서트 《타임머신 콘서트》[14]
- 2015년 적우 단독콘서트 《크리스마스 스파클링 콘서트》[15]
- 2016년 적우-소향 합동 콘서트 《슈퍼 디바 콘서트》
- 2016년 적우 콘서트 《Breath 스페셜 콘서트 - 서울, 대구》
- 2017년 적우 송년디너콘서트 《적우/전영록 - 서울 그랜드하얏트》
- 2018년 적우 온사랑 자선 디너콘서트 《서울 롯데호텔》
- 2018년 적우 광화문 릴레이콘서트 《서울》
- 2018년 적우 희망나눔콘서트 《대구 아양아트홀》
- 2019년 적우 릴레이콘서트 《인천 롯데백화점》
- 2019년 적우 애플재즈오케스트라 재즈콘서트 《대구 웃는얼굴아트센터》
- 2019년 적우 호반자선콘서트 《광주여대 유니버시아드체육관》
- 2019년 적우 자선디너콘서트 《서울 더케이호텔》

## 기타 참여 공연
- 2008년 Concert The Feeling 감성콘서트 안산 (해바라기, 박강성, 적우 등)
- 2011년 바람의 노래를 들어라 (장사익, JK김동욱, 주현미, 최백호, 적우 등)
- 2011년 김승일의 내생애 첫번째 공연 (게스트 출연)
- 2012년 신촌블루스 콘서트 (신촌블루스, 적우, 권인하, 정경화)
- 2013년 칠포 국제재즈페스티벌 (적우, 웅산, 말로, 치에 아야도, MC스나이퍼 등)
- 2013년 레인보우 콘서트 - 안산 (적우, 박완규, 울랄라세션, 이미쉘)
- 2015년 한불음악축제 - 서울 (적우, 박완규, 서문탁, 양파, 정동하, 박미경 등)[16]
- 2016년 슈퍼디바 콘서트 (적우, 알리)
- 2017년 김광석,김현식 추모콘서트 해남 (적우, 권인하, 채환)
- 2018년 신년 자선 디너콘서트 - 서울 (적우, 윤복희, 조항조 등)
- 2018년 트리플 감동콘서트 - 목포 (적우, 신영희 등)
- 2019년 미국 LA 아리랑축제 (LA. Orange County)
- 2020년 제3회 울산단편영화제 (스페셜초대가수)

## 사회 활동
- 2009년 위스타트 운동 홍보대사[17]
- 2012년 서울미술협회 명예회원[18]
- 2013년 경상북도 희망복지 홍보대사[19]